# Порятунок (фільм, 1917)
Порятунок (англ. The Rescue) — американська драма режисера Іди Мей Парк 1917 року.

## У ролях
- Дороті Філліпс — Енн Ветерелл
- Вільям Стоуелл — Кент Ветерелл
- Лон Чейні — Томас Голланд
- Гретчен Ледерер — Нелл Джерролд
- Моллі Мелоун — Бетті Джерролд
- Клер Дю Брі — Генрієтта
- Гертруда Естор — місіс Хендрікс